# Pleiomorpha
Pleiomorpha is een geslacht van vlinders uit de familie mineermotten (Gracillariidae).
Het geslacht omvat volgende soorten:
- Pleiomorpha dystacta Vári, 1961
- Pleiomorpha eumeces Vári, 1961
- Pleiomorpha habrogramma Vári, 1961
- Pleiomorpha homotypa Vári, 1961
- Pleiomorpha symmetra Vári, 1961